# Софи Нево
Софи Нево (Sophie Neveu) е измислен герой от романа на Дан Браун Шифърът на Леонардо. Нево е внучка на Жак Сониер. Тя е криптограф във френското правителство, завършила елитен лондонски университет. Отгледана е от дядо си от ранна възраст, след като родителите ѝ загиват в автомобилна катастрофа. Дядо ѝ я нарича „Принцеса Софи“ (както се разбира по-късно, тя и дядо ѝ са от родословното дърво на Меровингите) и я учи да разгадава сложни пъзели. Като младо момиче случайно открива странен ключ с гравирани инициали "P.S." в стаята на дядо си. По-късно, като колежанка, прави изненадващо посещение на дядо си в Нормандия и го вижда да участва в езически сексуален ритуал, хиерогамия. Този инцидент води до нейното отчуждаване от дядо си за десет години до нощта на убийството му.